# Nová Véska (Vlčice)
Nová Véska (deutsch Neudörfel) ist eine Ansiedlung der Gemeinde Vlčice in Tschechien. Sie liegt sechs Kilometer westlich von Žulová und gehört zum Okres Jeseník.

## Geographie
Nová Véska befindet sich im Reichensteiner Gebirge (Rychlebské hory) im engen Talgrund des Vojtovický potok, dem hier der Ostrý potok und der Studený potok zufließen sowie der Mlýnský potok (Hutberger Mühlbach) abgeleitet wird. Nördlich erheben sich der Suť (Steingerütte, 717 m n.m.) und der Kokeš (Hühnerkoppe, 651 m n.m.), im Süden der Jezevčí vrch (755 m n.m.) und der Spičák (Spitzberg, 957 m n.m.), südwestlich der Borůvkový vrch (Urlichberg, 859 m n.m.) und die Siwa kopa (Schimmelkoppe, 768 m n.p.m.), im Westen die Brandkoppe (678 m n.m.), der Hraničný vrch (Schusterberg, 752 m n.m.) und die Strážiště (Hutberg, 812 m n.m.) sowie nordwestlich der Vapenný vrch (Kalkberg, 776 m n.m.).
Nachbarorte sind Červený Důl, Hřibová und Uhelná im Norden, Vlčice und Vojtovice im Nordosten, Dvorec (Scholzenhof) und Tomíkovice im Osten, Nové Chaloupky und Petrovice (Petersdorf) im Südosten, Hraničná im Süden, Nowy Gierałtów im Südwesten, Hraničky im Westen sowie Nové Vilémovice (Neu Wilmsdorf) im Nordwesten.

## Geschichte
Die Siedlung Neudörfel wurde um 1760 durch die Herren von Maltitz an der südlichen Grenze der fürstbischöflichen Lehnsherrschaft Wildschütz angelegt, wo von Woitzdorf ein Handelsweg durch den Brettgrund zum Gersdorfer Pass und in die Grafschaft Glatz führte. Die Siedler waren Holzfäller und Hirten. Seit dem Ende des 18. Jahrhunderts bildete Neudörfel zusammen mit Woitzdorf eine Katastralgemeinde. 
Im Jahre 1836 bestand das im felsigen Talgrund gelegene Dorf Neudörfel aus 17 verstreuten ärmlichen Häusern, in denen 117 deutschsprachige Personen lebten. Haupterwerbsquellen waren der karge Ackerbau und der Tagelohn. Die Schule befand sich in Woitzdorf. Pfarr- und Gerichtsort war Wildschütz. Bis zur Mitte des 19. Jahrhunderts blieb Neudörfel der Herrschaft Wildschütz untertänig. 
Nach der Aufhebung der Patrimonialherrschaften bildete Neudörfl ab 1849 einen Ortsteil der Gemeinde Wildschütz im Gerichtsbezirk Jauernig. Ab 1869 gehörte das Dorf zum Bezirk Freiwaldau. Der tschechische Ortsname Nová Ves wurde zum Ende des 19. Jahrhunderts eingeführt, 1924 wurde er in Nová Véska geändert. Im Jahre 1900 lebten 76 Personen in den 17 Häusern von Neudörfel.  Beim Zensus von 1921 lebten in den 16 Häusern des Dorfes 56 Menschen, darunter 55 Deutsche. 1930 hatte Neudörfel 55 deutschsprachige Einwohner und bestand aus 15 Häusern. Nach dem Münchner Abkommen wurde das Dorf 1938 dem Deutschen Reich zugesprochen und gehörte bis 1945 zum Landkreis Freiwaldau. Nach dem Ende des Zweiten Weltkrieges kam Nová Véska zur Tschechoslowakei zurück; die meisten der deutschsprachigen Bewohner wurden 1945/46 vertrieben. Die Wiederbesiedlung des abgelegenen Ortes gelang nur in geringem Umfang. Die verlassenen Häuser wurden in den 1950er Jahren abgerissen. Bei der Gebietsreform von 1960 wurde der Okres Jeseník aufgehoben und der Ort in den Okres Šumperk eingegliedert. Nová Véska wurde in dieser Zeit als Ortsteil von Vlčice aufgehoben und dem Ortsteil Vojtovice zugeordnet. Zwischen 1985 und 1990 war das Dorf nach Javorník eingemeindet. 1991 bestand Nová Véska aus vier unbewohnten Häusern. Seit 1996 gehört Nová Véska wieder zum Okres Jeseník. Die Ansiedlung besteht heute aus einigen Chaluppen um ein Hegerhaus. 

## Ortsgliederung
Die Ansiedlung Nová Véska gehört zum Ortsteil Vojtovice  der Gemeinde Vlčice und ist auch Teil des Katastralbezirkes Vojtovice.